# RM Sotheby's
RM Sotheby's est une maison de vente aux enchères spécialisée dans les voitures de collection, dont le siège est situé à Blenheim, en Ontario, au Canada, avec des bureaux aux États-Unis, en Europe et au Moyen-Orient. L’entreprise est spécialisée dans la vente de voitures classiques, anciennes, sportives et exotiques, et est responsable de la vente de sept des dix voitures les plus chères jamais vendues aux enchères.

## Histoire
RM Sotheby’s, anciennement RM Auctions, a commencé sous le nom de RM Auto Restoration en 1976. Elle a été fondée par Rob Myers comme un petit atelier de restauration spécialisé dans les voitures classiques d’avant-guerre à Chatham, en Ontario. En 1991, RM Auctions a été créée, organisant sa première vente aux enchères à Toronto, Ontario, en 1992. RM a ensuite organisé sa première vente à Monterey en 1997 — qui demeure son plus grand événement annuel —, sa première vente à Amelia Island en 1999 et sa première vente en Arizona en 2000, ces trois événements devenant ensuite annuels.
En 2006, RM Auctions a pris son premier virage international en lançant des opérations à Londres, en Angleterre ; sa division européenne nouvellement créée a ensuite organisé sa première vente en 2007 à l’usine Ferrari de Maranello, en Italie. Plus tard la même année, RM Auctions a tenu une seconde vente européenne à Londres en association avec Sotheby’s — cette vente de Londres allait ensuite devenir un événement annuel. En 2023, RM Sotheby’s a étendu sa présence mondiale avec un lancement officiel au Moyen-Orient, à Dubaï.
Aujourd’hui, le fondateur Rob Myers reste le directeur général (Chief Executive Officer).

### Ventes notables
En 2022, RM Sotheby’s a établi le record de la plus grande vente aux enchères de voitures de collection jamais enregistrée, avec un chiffre d’affaires de 239 258 340 $ lors de sa vente à Monterey. Lors de cette vente, RM Sotheby’s a vendu la Porsche neuve la plus chère au monde : une Porsche 911 Carrera de 2022 surnommée « Sally », pour 3,6 millions de dollars. Créée par Porsche en collaboration avec Pixar, « Sally » est inspirée du personnage du même nom : une Porsche 911 Carrera de 2002 issue du film Cars.
Toujours en 2022, RM Sotheby’s a établi un record mondial pour la Formule 1 la plus chère jamais vendue aux enchères, lors du « Luxury Week » de Sotheby’s à Genève, avec la vente de la Ferrari F2003-GA de Michael Schumacher pour 14 630 000 CHF.